# Електрозаводська (платформа)
Електрозаводська (рос. Электрозаводская) — зупинний пункт/пасажирська платформа Казанського/Рязанського напрямків Московської залізниці, у складі лінії МЦД-3, на території Центрального адміністративного округу Москви.
Перший зупинний пункт після Москва-Пасажирська-Казанська, наступний зупинний пункт пасажирських електропоїздів — платформа Сортувальна.
Є пересадковою на станцію Арбатсько-Покровської лінії метрополітену «Електрозаводська». Від неї вона і отримала назву, а та, в свою чергу, була названа по комплексу електрозаводу поблизу станції (власне Електрозавод, АТЕ-1 і МЕЛЗ).
Під коліями розташовано пішохідний перехід з виходом на платформу.

## Розташування
Платформа розташована поблизу річки Яузи, є вихід до Семенівської набережної, Гольянівського проїзду, Великої Семенівської вулиці.

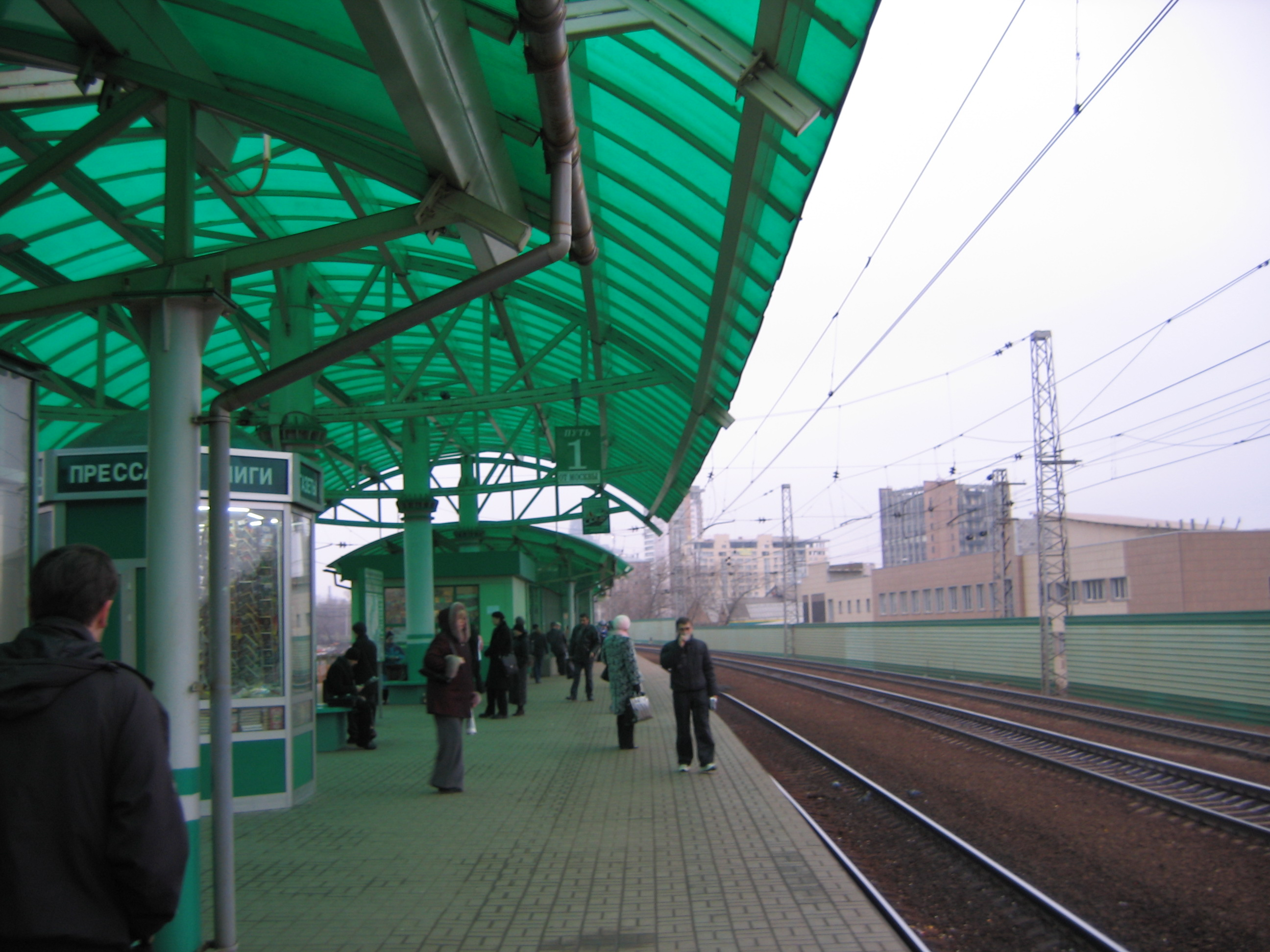
Платформа у II головної колії (2006 р)

У місці розташування платформи по осі залізниці проходить межа Східного і Центрального адміністративних округів Москви (муніципальних округів Басманний і Соколина гора).
Відстань по коліям від Москви-Пасажирської-Казанської становить 3,5 км, до станції Москва-Товарна-Рязанська — 1 км, від парку Перово IV станції Перово — 2 км. Відноситься до першої тарифної зони. Час руху від вокзалу становить 5-6 хвилин.

## Історія
Платформа була побудована в грудні 1949 року, майже на шість років пізніше станції метро, головним чином для забезпечення зручної пересадки. Стара будівля вокзалу на платформі представляла справжній шедевр станційної архітектури того часу. Капітальні навіси над сходовими маршами при вході-виході з обох сторін платформи були об'єднані в єдиному стилі з квитковими касами в центрі, верх яких в центрі вінчала старовинна вежа з годинником. У будівлі були розміщені квиткові каси приміських напрямків. Особливий колорит платформі надавали ряди вікових тополь по обидва боки насипу.
Турнікетні павільйони з'явилися після реконструкції у 2003—2004 рр.. Сучасного вигляду (навіси з полікарбонату, забарвлення) придбала при реконструкції в єдиному стилі всієї лінії у 2006 році.

## Колії та платформи
Платформа розташована на високому насипі. Під нею на рівні землі розташований перехід, що сполучає станцію метро і Семенівську набережну.
У місці розташування платформи залізниця складається з чотирьох головних колій. Основна платформа — острівна № 2, обслуговує I і II колії для електропоїздів, які не є прискореними/експресами. На неї є 2 виходи по сходах з переходу під коліями, кожен забезпечений турнікетним павільйоном. Обидва павільйони використовуються як для входу, так і для виходу. На платформі також розташовуються каси для продажу квитків на вихід і декілька торгових кіосків.

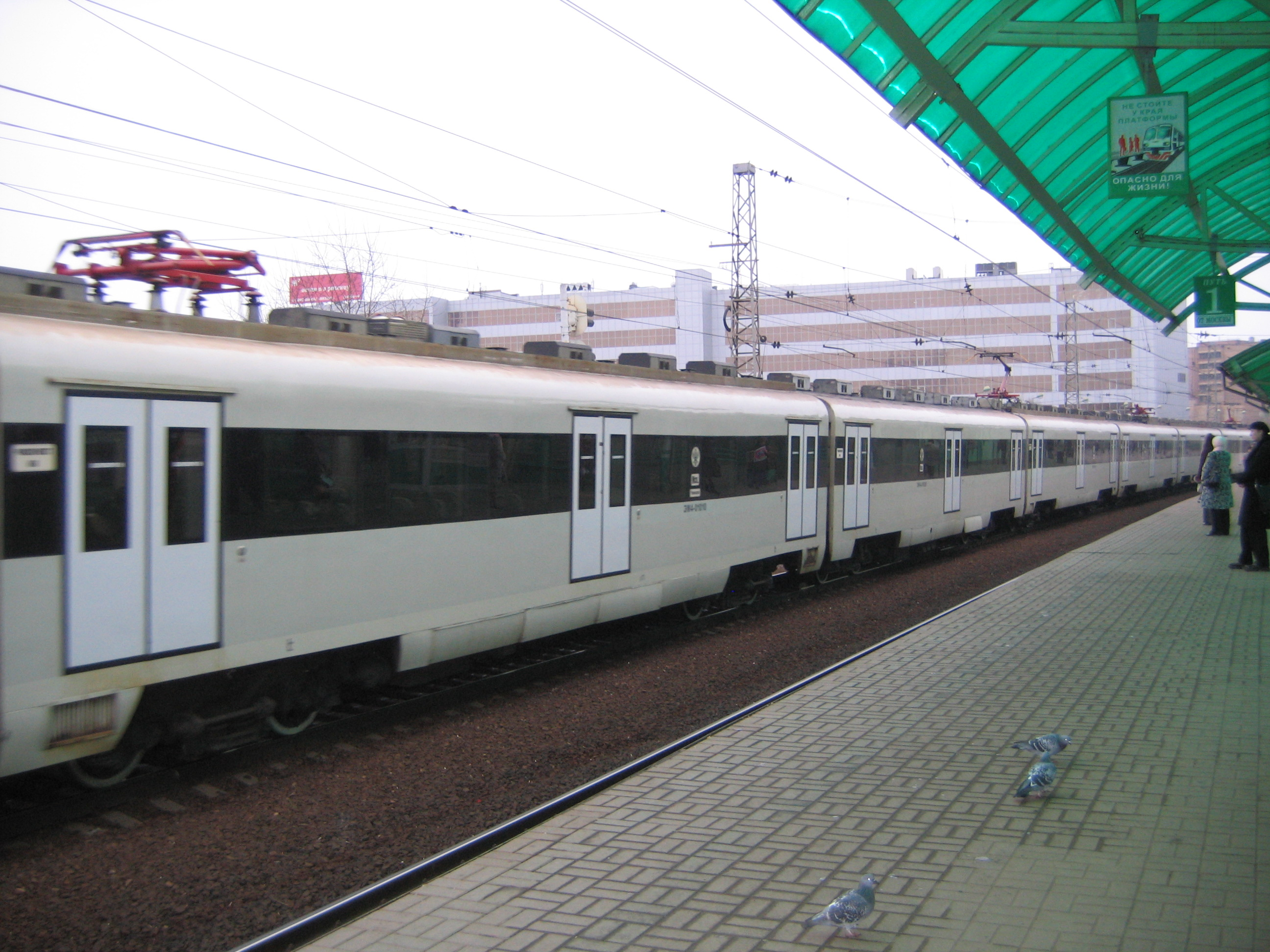
Експрес-супутник прямує платформою Електрозаводська

У західній і центральній частинах платформи знаходяться напівпрозорі навіси, що захищають пасажирів від опадів, дизайн навісів аналогічний застосовуваним на інших платформах Рязанського і Казанського напрямків. Всі споруди пофарбовані в зелений колір. Платформа викладена червоною плиткою.
Існує платформа № 1 що не використовується. Вона берегова, призначена для III колії, проте, прямуючі колією електропотяги не зупиняються на Електрозаводській. Друга платформа зміщена щодо першої, вона цілком розташована на схід від переходу під коліями. Вона довша, ніж перша, приблизно в два рази. Ніяких споруд на платформі немає, вхід на платформу демонтований, проте реконструкція торкнулася і цю платформу: вона була відремонтована, замінені асфальт, огорожі, а також таблички з назвою. Раніше використовувалася для випуску здвоєних електропоїздів на Черусті і Голутвін, при реконструкції зупинялися всі поїзди. Після реконструкції були демонтовані сходи від метро. Можливо, збережена під можливе використання в ролі резервної платформи для поїздів далекого прямування.
IV колія не має платформи.
Обидві платформи, розташовані на дузі, так як колії в районі Електрозаводська змінюють напрямок зі східного на південно-східний.
У платформи колія № I знаходиться в межах станції Москва-пас.-Казанська (вхідний світлофор на схід від платформи № 2). Колії № II, III є коліями перегону між станціями Москва-пас.-Казанська і Перово.

## Рух поїздів
За літнім графіком 2015 року, через платформу прямує понад 300 поїздів на добу в приміському, місцевому та далекому сполученні.

### Пасажирське сполучення
Потяги далекого прямування на платформі не зупиняються. На добу через платформу проходить до 56 пар поїздів у далекому сполученні на Москва-пас.-Казанська і до 7 пар транзитом на Санкт-Петербург, а також 6 пар в Ярославському напрямку

### Пасажирський приміський рух
Платформа є зупинним пунктом для всіх електропоїздів, крім експресів Москва-пас.-Казанська — Рязань-1 і експресів «супутник» Москва-пас.-Казанська — Раменське, Москва-пас.-Казанська — Голутвін. На платформі Електрозаводська, в 2015 році, зупиняються 265 приміських поїздів на добу, з них 132 — у напрямку на Москва-пас.-Казанська, 20 — у напрямку на Голутвін, 1 — на Рязань, 90 — на 47 кілометр, 133 — на Люберці I, 92 — на Панки, 95 — на Биково, 34- на Фаустово, 25 — на Шиферна і 33 — на Виноградово, а також на Казанський напрямок: 34 — на Гжель, 33 — на Куровську, 3 — на Єгор'євськ II, 22 — на Шатура, 14 — на Черусті і 0 — на Вековку. Час ходу до Москва-пас.-Казанська — 6 хвилин.

### Вантажний рух
III і IV головними коліями здійснюється вантажний вивізний рух зі станцій Москва-Товарна-Рязанська і Москва-II-Митьково.

## Маневрова робота
III і IV головні колії використовують як витяжні і колії насування для маневрових операцій по подачі вагонів на сортувальну гірку парку Перово IV станції Перово (знаходиться на південний схід).

## Пересадки
- На метростанції:
  -  Електрозаводська
  -  Електрозаводська
- Автобуси:  м3, м3к, 59, 86, 552, с604, т22, т32, т88, н3